# Ernie Furtado
Ernest H. „Ernie“ Furtado (* 28. März 1923 in Taunton (Massachusetts); † 12. Juli 1995 in Amagansett (New York)) war ein US-amerikanischer Jazzmusiker (Kontrabass, Komposition) des Mainstream Jazz.

## Leben und Wirken
Furtado spielte Anfang der 1950er-Jahre im Cy Coleman Jazz Trio, mit dem erste Aufnahmen entstanden (Piano Patterns, 1953), in den folgenden Jahren außerdem im Don Elliott Quartet, Eddie Costa Trio, John Mehegan Quartet und dem Bernard Peiffer Trio. Mit Elliott sowie mit Costas Trio (mit Rolf Kühn und Dick Johnson) trat er 1957 auf dem Newport Jazz Festival auf. In den 1960er-Jahren spielte er u. a. mit Chuck Wayne (Tapestra, 1963) und mit Lainie Kazan in deren TV-Show, in den 1980er Jahren noch mit Max Morath und Peter Dean. In dieser Zeit trat er mit dem Sänger Charlie Cochran sowie mit Joe Derise und  Jim Mitchell in New Yorker Jazzclubs auf. Im Bereich des Jazz war er zwischen 1956 und 1984 an 28 Aufnahmesessions beteiligt, u. a. auch mit Morgana King, Janet Brace, Bob Corwin, Mat Mathews und Hal Serra. Ferner wirkte er bei den Broadway-Stücken Copper and Brass (1957) und Lenny (1972) mit.